# 海錕
海錕（1867年11月15日—1913年1月26日，同治六年十月二十日亥時－民國元年十二月二十日），爱新觉罗氏，清朝宗室正白旗第二族溥字輩，官至吏部郎中。

## 經歷
光緒二十年（1894年），十月，授筆帖式。
二十九年（1903年），正月，以郎中候補。五月，以五品京堂候補。
三十二年（1906年），三月，補授吏部郎中。
民國元年十二月二十日（1913年），卒。

## 家庭
- 十世祖：清太祖。
- 九世祖：輔國慤厚公塔拜（1589年－1639年），清太祖第六子。
- 八世祖：宗室額克親（1609年－1655年），塔拜次子，封固山貝子，因罪革爵，廢為庶人，後復入宗室，終官內大臣。
- 七世祖：輔國將軍額奇（1625年－1696年），額克親長子，封三等輔國將軍，終官內大臣。
- 六世祖：宗室溥嵩（1678年－1739年），額奇第五子，官至侍衛佐領。
- 五世祖：宗室清福（1717年－1807年），溥嵩第七子，官七品筆帖式，因病告退。
- 高祖父：宗室平保（1741年－1789年），清福次子，閑散。
- 曾祖父：宗室貴祥（1760年－1815年），平保長子，官至兵部郎中。
- 祖父：宗室額勒渾（1802年－1876年），得清次子，官三等侍衛，因眼疾告退。

- 生父：宗室阿克丹（1833年－1903年），額勒渾第三子。
- 生母：卓佳氏，阿克丹嫡妻，阿善保之女。
- 嗣父：宗室阿達遜（1836年－1871年），額勒渾第三子。海錕於同治十年（1871年）二月過繼。

### 妻子
正室：伊爾根覺羅氏，參領文陞之女。無側室。
海錕生三子：
- 長子：宗室椿壽（1886年－？年），廕生，候補主事。
- 次子：宗室椿濤（1888年－？年），廕生，候補筆帖式。
- 三子：宗室棫壽（1902年－？年）。